# Lucia Ceci (storica)
Lucia Ceci (Roma, 16 gennaio 1967) è una storica italiana  studiosa del cattolicesimo contemporaneo, in particolare dei rapporti tra Chiesa, politica, ideologie e dimensione religiosa, indagati in riferimento all’Italia, all’America Latina e al mondo coloniale.

## Biografia
Allieva di Guido Verucci, nel 1995 ha conseguito il PhD all'Università La Sapienza con una tesi sulla teologia della liberazione in America Latina. Successivamente si è occupata dei rapporti tra missioni cattoliche e colonialismo nel Corno d'Africa.
Autrice di numerosi saggi, tra cui varie monografie, negli ultimi anni ha condotto ricerche sui rapporti tra Chiesa e fascismo, concentrandosi in particolare su alcuni elementi: la commistione tra fenomeni politici (nazionalismo, razzismo, pacifismo) e dimensione religiosa, il nesso cattolicesimo/violenza di guerra, con particolare riferimento alla guerra italo-etiopica.
Dal settembre 2017 al 2021 dirige il Centro Romano di Studi sull'Ebraismo. Nel 2021 è eletta Direttrice del Dipartimento di Storia, Patrimonio culturale, Formazione e Società dell'Università di Roma Tor Vergata.
.

## Opere principali

### Monografie
- La teologia della liberazione in America Latina. L'opera di Gustavo Gutiérrez, Franco Angeli, Milano 1999;
- Il vessillo e la croce. Colonialismo, missioni cattoliche e islam in Somalia (1903-1924), Carocci, Roma 2006;
- Il papa non deve parlare. Chiesa, fascismo e guerra d'Etiopia, Laterza, Roma-Bari, 2010;
- L'interesse superiore. Il Vaticano e l'Italia di Mussolini, Laterza, Roma-Bari 2013;
- The Vatican and Mussolini's Italy, Brill, Boston, Leiden 2016;
- La fede armata. Cattolici e violenza politica nel Novecento, Il Mulino, Bologna, 2022.

### Curatele
- Con L. Demofonti, Chiesa, laicità e vita civile. Studi in onore di Guido Verucci, Carocci, Roma 2005;
- La Resistenza dei militari, “Annali del Dipartimento di Storia”, II, 2006:
- Guglielmo Massaja 1809-2009. Percorsi, influenze, strategie missionarie, Società Geografica Italiana, Roma 2011;
- Con Giulia Albanese, I luoghi del fascismo. Memoria, politica, rimozione, Viella, 2022.